# Espalacoterioïdeus
Els espalacoterioïdeus (Spalacotherioidea) són una superfamília extinta de mamífers simetrodonts que tingueren una distribució holàrtica des del Juràssic superior fins al Cretaci superior, fa entre 72,2 i 154,8 milions d'anys. Se n'han trobat restes fòssils a Alemanya, el Canadà, els Estats Units, Espanya, França, el Japó, el Regne Unit, Rússia, l'Uzbekistan i la Xina. Es diferencien de la resta de simetrodonts pel fet que les dents molars tenen forma d'angle agut. Les dents postcanines estan dotades de tres cúspides cadascuna, amb un patró d'oclusió que hauria evocat unes tisores de tall en ziga-zaga.